# 2341 Aoluta
2341 Aoluta è un asteroide della fascia principale. Scoperto nel 1976, presenta un'orbita caratterizzata da un semiasse maggiore pari a 2,2115258 UA e da un'eccentricità di 0,1524992, inclinata di 4,07756° rispetto all'eclittica.